# بیمارستان تأمین اجتماعی (خرم‌آباد)
بیمارستان تأمین اجتماعی یکی از بیمارستان‌های دولتی شهر خرم‌آباد است. این بیمارستان در سال ۱۳۷۴ افتتاح گردیده است و با ۲۵۶ تخت و شش اتاق عمل با تجهیزات کامل و مدرن، بزرگترین و مجهزترین بیمارستان عمومی استان لرستان و یکی از بزرگترین مراکز درمانی غرب کشور است.
بیمارستان تأمین اجتماعی خرم‌آباد در سال ۱۳۸۳به عنوان اولین مرکز درمانی در استان لرستان موفق به دریافت گواهینامه ISO 9001:2000 و در سال ۱۳۸۷ موفق به دریافت گواهینامه سیستم مدیریت یکپارچهIMS از شرکت TUVNord گردیده است.
کارگاه‌های تعمیر تجهیزات پزشکی و کالیبراسیون برای اولین بار در استان لرستان در سال ۸۳ در این بیمارستان مورد بهره‌برداری قرار گرفت.